# Zornia walkeri
Zornia walkeri är en ärtväxtart som beskrevs av George Arnott Walker Arnott. Zornia walkeri ingår i släktet Zornia och familjen ärtväxter. Inga underarter finns listade i Catalogue of Life.